# Mihajlovo
Mihajlovo (en serbe cyrillique : Михајлово ; en hongrois : Szentmihály) est un village de Serbie située dans la province autonome de Voïvodine et sur le territoire de la Ville de Zrenjanin, district du Banat central. Au recensement de 2011, il comptait 943 habitants.
Mihajlovo est officiellement classé parmi les villages de Serbie.

## Démographie

### Évolution historique de la population
| 1948  | 1953  | 1961  | 1971  | 1981  | 1991  | 2002  | 2011 |
| ----- | ----- | ----- | ----- | ----- | ----- | ----- | ---- |
| 1 373 | 1 286 | 1 409 | 1 252 | 1 318 | 1 169 | 1 004 | 943  |

|  |